# 47 Большой Медведицы c
47 Большой Медведицы c, или Тафао Кае, — экзопланета, обращающаяся вокруг жёлтого карлика 47UMa, на расстоянии примерно в 45,9 световых лет от Солнечной системы.

## История
После открытия планеты b, группа астрономов во главе с Деброй Фишер занялась проверкой остаточного дрейфа радиальной скорости 47 UMa, который давал основания предполагать наличие ещё одной экзопланеты. На протяжении 2000 г. были проведены дополнительные измерения доплеровского смещения звезды, которые подтвердили предположения учёных. В 2001 было объявлено об открытии второй планеты гиганта в системе 47 UMa.

## Общие сведения
Орбита второй планеты, 47 Ursae Majoris c, находится за орбитой планеты b, на расстоянии пояса астероидов в нашей Солнечной системе. Планета немного менее массивна, чем Юпитер (минимальная масса 0,76 MJ) и обладает почти круговой орбитой (эксцентриситет < 0,1). Период обращения 2594 суток (7,1 года), большая полуось орбиты 3,73 а. е.. Планета принадлежит к классу холодных юпитеров.